# Kamienica Szoberowska w Krakowie
Kamienica Szoberowska – zabytkowa kamienica znajdująca się w Krakowie, w dzielnicy I przy Małym Rynku 6, na Starym Mieście.

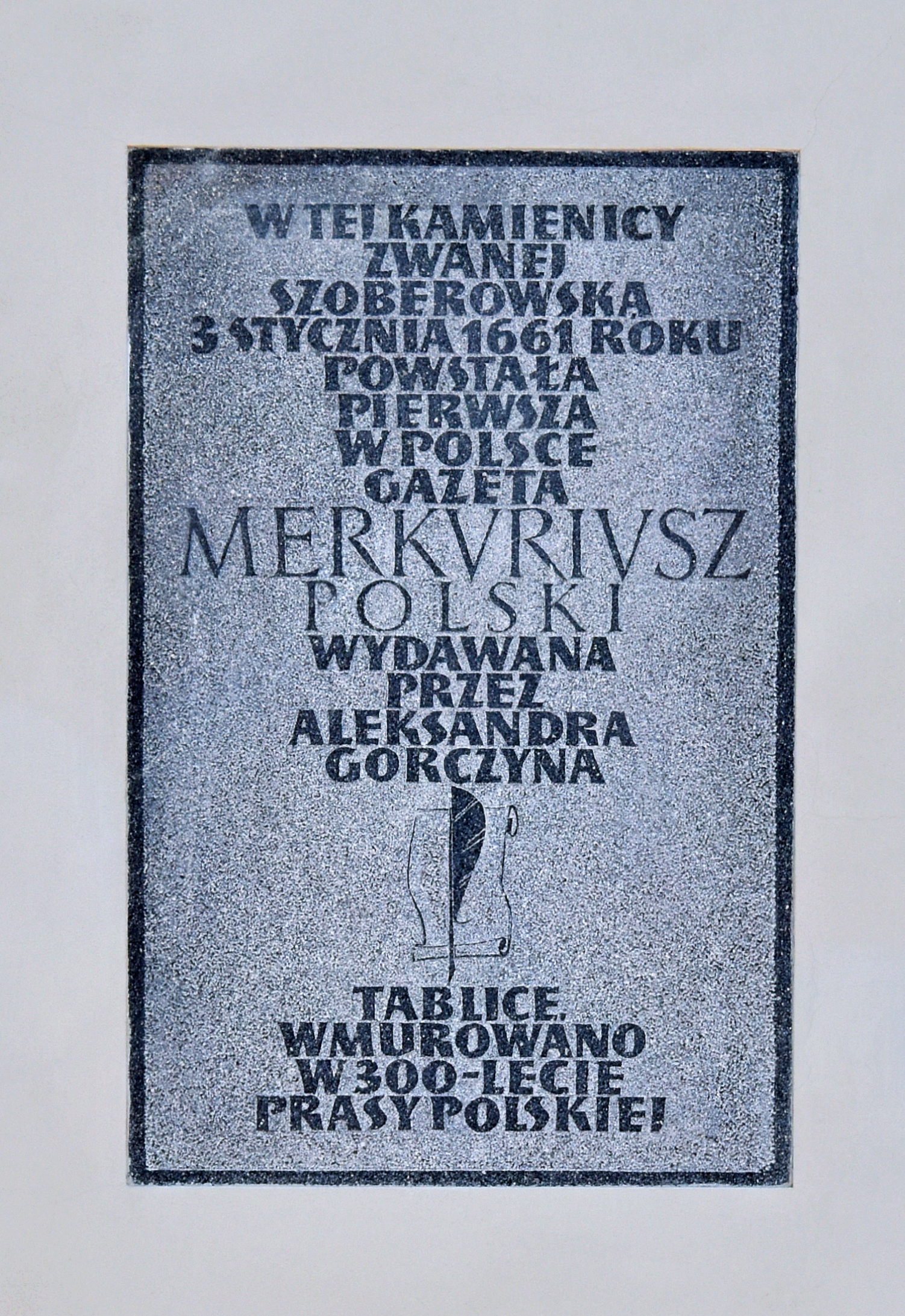
Tablica pamiątkowa.

Jest to budynek dwupiętrowy, trzyosiowy, z podpiwniczeniem. Znajduje się w nim sześć lokali mieszkalnych i cztery usługowe. Posiada dwukondygnacyjną oficynę. Powierzchnia całkowita nieruchomości wynosi 1231,90 m², zaś powierzchnia użytkowa 910,40 m².

## Historia
Kamienica została wzniesiona na przełomie XIV i XV wieku. W 1596 była wzmiankowana jako własność krakowskiego rajcy Krzysztofa Szobera, od którego nazwiska wzięła swoją nazwę. Następnie przeszła ona na własność włoskiej rodziny Fachinettich. W połowie XVII wieku w budynku mieściła się drukarnia Jana Aleksandra Gorczyna, w której 3 stycznia 1661 wydrukowano pierwszy numer Merkuriusza Polskiego, pierwszej polskiej gazety. W XIX wieku właścicielami kamienicy byli Knollowie. W tym czasie została ona przebudowana, zachowując jednak wiele gotyckich elementów.
24 czerwca 1968 kamienica została wpisana do rejestru zabytków. Znajduje się także w gminnej ewidencji zabytków.